# Долголесский сельсовет
Долголе́сский сельсовет (бел. Даўгале́скі сельсавет; до 1965 года — Василевский) — административная единица на территории Гомельского района Гомельской области Республики Беларусь. Административный центр — деревня Долголесье.

## История
Долголесский сельсовет образован в начале 1920-х годов. 8 декабря 1926 года переименован в Карналинский сельсовет (по названию хутора Карналин), но центр сельсовета остался в д. Долголесье. В 1954 году переименован в Василевский. В 1965 году получил своё нынешнее название.
В состав Долголесского сельсовета до 1941 года входил в настоящее время не существующий посёлок Белый Берег.

## Состав
Долголесский сельсовет включает 10 населённых пунктов:
- Василёво — деревня
- Долголесье — деревня
- Дубовец — посёлок
- Карналин — деревня
- Межи — посёлок
- Мирный — посёлок
- Михальки — агрогородок
- Нагорное — посёлок
- Некрасово — посёлок
- Стукачёвка — деревня

Исключённые населённые пункты:
- Белый Берег — посёлок